# Thuvia z Marsa
Thuvia z Marsa (tyt. oryg. Thuvia, Maid of Mars) – czwarta część cyklu science fantasy o przygodach  na Marsie. Zarazem jednak pierwsza, gdzie główną postacią nie jest John Carter, tylko jego syn Carthoris. Powieść napisał Edgar Rice Burroughs, a po raz pierwszy została wydana w 1920.
Książkę wydało ponownie wydawnictwo Solaris.